# Râle saracura
Aramides saracura
Espèce
Statut de conservation UICN

 LC  : Préoccupation mineure
Le Râle saracura (Aramides saracura) est une espèce d'oiseaux de la famille des Rallidae.

## Répartition
Son aire s'étend à travers la forêt atlantique, la selva misionera (es) et la Région Sud.